# بخش هیلته
بخش هیلته (به سوئدی: Hylte kommun) یک ناحیه شهرداری در سوئد است که در شهرستان هاللاند واقع شده‌است.